# دونالد س. كوغينز جونيور
دونالد س. كوغينز جونيور (بالإنجليزية: Donald C. Coggins, Jr.)‏ هو محامي أمريكي، ولد في 17 يوليو 1959 في سبارتانبرغ في الولايات المتحدة.